# Thierry Madiot
Thierry Madiot (* 8. September 1963 in Compiègne) ist ein französischer Jazz- und Improvisationsmusiker (Bassposaune, selbst erfundene Instrumente) und Komponist.

## Leben und Wirken
Madiot hat sich schon früh für Jazz interessiert und bereits mit zehn Jahren auf der Bühne gestanden. In den Gruppen Bohème du Chic (mit Alain Mahé und Pascal Battus) und Baka Mutz drang er in das Feld improvisierter Musik ein. Mit Noël Akchoté gründete er 1991 Astrolab, um dort mit zahlreichen eingeladenen Musikern neue Klänge zu erkunden, unterstützt durch Benoît Delbecq und Daniel Beaussier. 1993 wurde er von Derek Bailey zu Konzerten nach London eingeladen. Er arbeitete in den Großformationen Tous Dehors von Laurent Dehors und Lousadzak von Claude Tchamitchian. Auch trat er mit Joëlle Léandre, Daunik Lazro und Alfred Spirli auf und gründete ein Improvisationstrio mit Seijiro Murayama und Pascal Battus, das er interdisziplinär um die Tänzerin Li-Ping Ting und den Bildhauer Michel Vogel erweiterte. Weiterhin arbeitete er mit Marc Ducret, Jean-Louis Méchali, Jean-Pierre Jullian, Claude Barthélemy, Urs Leimgruber, Sophie Agnel, Ramón López oder Daniel Erdmann. Mit Thomas Tilly und Ollivier Coupille improvisiert er ausgehend von David Tudors Rain Forest die Performance Dans la forêt de David Tudor.
Madiot gründete ferner den Verein In-Ouïr, der von 2004 bis 2008 das Festival Ca vaut jamais le réel organisierte. Er ist zudem Mitglied der Ensembles Hiatus, Dedalus und Archipel, die komponierte Musik aufführen, und leitet das Blechbläserensemble Ziph, mit dem er seine Kompositionen aufführt.

## Diskographische Hinweise
- Ziph Musique pour trompes et ballons (Prele 2011, mit Aline Paligot, Christian Pruvost, Claude Colpaert, David Bausseron, Jacques Leclercq, Li-Ping Ting, Lune Grazilly, Michael Potier, Patrick Guionnet, Vincent Debaets, Yanik Miossec)
- Daunik Lazro, Thierry Madiot, Dominique Répécaud, Camel Zekri Rekmazladzep (Vand'Oeuvre 2006)
- Baka Mutz (Deux Z 1994, mit Bert Wrede, Theo Nabicht, Mauro Gnecchi)

## Lexikalischer Eintrag
- Philippe Carles, André Clergeat, Jean-Louis Comolli: Le nouveau dictionnaire du jazz. R. Laffont: Paris 2011